# Musée Yves-Saint-Laurent de Marrakech
Pour les articles homonymes, voir Musée Yves-Saint-Laurent.
Le musée Yves-Saint-Laurent de Marrakech (MYSLM)  est un musée consacré au couturier Yves Saint Laurent à Marrakech, au Maroc, ainsi qu'à Jacques Majorelle et à l'art marocain.

## Historique
Deux musées sont édifiés pour exposer des œuvres du  couturier Yves Saint-Laurent et le fonds de la fondation Pierre Bergé - Yves Saint Laurent, l’un à Marrakech et l’autre à Paris, avenue Marceau, au siège historique  de la maison de couture : pour Pierre Bergé, « Il était naturel de construire au Maroc un musée consacré à l’œuvre d’Yves Saint Laurent qui, jusque dans les couleurs et les formes de ses vêtements, doit tant à ce pays ». L’ouverture des deux musées est organisée en octobre 2017.
Le musée de Marrakech est financé notamment par une vente d’objets d’art marocains effectuée par Pierre Bergé en septembre 2015 dans cette ville.
Il est inauguré en octobre 2017 et ouvre le 19 octobre 2017,. Il reçoit en janvier 2018 le prix du meilleur nouveau bâtiment public aux Design Awards 2018 du magazine britannique de design international Wallpaper.

## Situation
Ce musée de Marrakech est situé dans une rue baptisé déjà du nom du couturier, rue Yves Saint Laurent, à proximité du jardin Majorelle, lieu de vie de Yves Saint Laurent au Maroc, transformé après sa mort en un lieu d’exposition, un musée des arts et de la culture berbères, avec un jardin, qui attire plus de 700 000 visiteurs par an. L’inauguration du musée consacré à l’œuvre du couturier doit renforcer l’attractivité des deux lieux.

## Description
Le musée est sur 4 000 m2. Il est conçu par les architectes de Studio KO et construit par la filiale marocaine de Bouygues,,.
Il comprend une salle d’exposition sur l’œuvre d’Yves Saint Laurent, et une autre consacrée à Jacques Majorelle, des salles  pour des expositions temporaires (avec la volonté d'y exposer des artistes contemporains dont des artistes marocains tels que Noureddine Amir), et un auditorium de 150 places, une boutique et librairie, un café-restaurant avec terrasse et une bibliothèque de recherche de 5000 ouvrages(des livres arabo-andalous dont certains datent du XIIe siècle, des livres sur la botanique, sur l'art berbère, des ouvrages sur Yves Saint Laurent),,.
Extérieurement, le bâtiment, couleur terre, se présente comme un assemblage de cubes et de courbes, habillés d’une dentelle de briques évoquant  la trame d’un tissu. Les matériaux sont de la terre cuite, du béton, du granito, avec des couleurs permettant au bâtiment de s’intégrer dans son environnement. Les briques en terre cuite sont constituées de terre du Maroc et sont fabriquées localement. Le granito en façade et au sol est constitué d’un agrégat de pierre et marbre locaux,.